# 貝拉甘區
貝拉甘區是阿塞拜疆的一個區，位於該國中南部，南隔庫拉河與伊朗相望。面積1,131平方公里，2008年人口81,700人。首府貝拉甘。
1939年建區。